# José María Pemán
José María Pemán y Pemartín (Cádis, 8 de maio de 1898 — Cádis, 19 de julho de 1981) foi um escritor e  poeta espanhol.

## Vida
Estudante de direito, ingressou no mundo literário com uma série de obras poéticas inspiradas em sua Andaluzia natal (De la vida sencilla, A la rueda, rueda, El barrio de Santa Cruz e Las flores del bien). Na década de 1930 ele se tornou jornalista. Em 1935 ingressou na Real Academia de la Lengua, da qual foi diretor de 1939 a 1940 e de 1944 a 1947.
Pemán frequentemente confundia gêneros literários e desenvolveu um estilo único que pode ser descrito como equidistante entre o classicismo e o modernismo.
Como dramaturgo, escreveu versos histórico-religiosos (El divino impaciente e Cuando las Cortes de Cádiz y Cisneros), peças teatrais baseadas em temas andaluzes (Noche de levante en calma) e dramas de fantasia cômica (Julieta y Romeo e El viento sobre la tierra).
Pemán adaptou muitas obras clássicas (incluindo Antígona, Hamlet e Édipo). Ele exibiu sua habilidade narrativa em uma série de romances e contos (incluindo Historia del fantasma y doña Juanita, Cuentos sin importancia e La novela de San Martín). Ele também foi um notável ensaísta.
Pemán foi um dos poucos intelectuais proeminentes a apoiar Francisco Franco e o movimento falangista. Isso garantiu seu sucesso profissional durante e após a Guerra Civil, mas prejudicou sua reputação internacional.
Pemán escreveu um conjunto de letras populares não oficiais para a Marcha Real, que Franco restabeleceu como hino nacional da Espanha em 1939 em sua forma original como uma peça puramente instrumental. Apesar de nunca ter sido publicada no BOE (Boletim Oficial do Estado), as letras de Pemán continuaram em uso durante o período de Transição por alguns que permaneceram nostálgicos pela era de Franco.

## Lista de obras
- Obras completas, Madrid: Escelicer, 1947–1965, siete tomos. I. «Poesía» (1947). II. «Novelas y cuentos» (1948). III. «Narraciones y ensayos» (1949). IV. «Teatro». V. «Doctrina y oratoria» (1953). VI. «Miscelánea» (1953). VII. «Miscelánea» (1965).

Letra
- De la vida sencilla. Poesías originales, M., V. H. Sanz Calleja, 1923 (com prefácio de Francisco Rodríguez Marín).
- Nuevas poesías, M., Voluntad, 1925.
- A la rueda, rueda... Cancionero, M., CIAP Mundo Latino, 1929.
- El barrio de Santa Cruz (Itinerario lírico), Jerez de la Frontera, Nueva Litografía Jerezana, 1931.
- Elegía de la tradición de España, Cádiz, Tip. Manuel Cerón, 1931.
- Elogio de la tradición de España, 1931
- Salmo de los muertos del 10 de agosto, 1933.
- Señorita del mar, M., Sáez Hnos, 1934.
- Poesía (1923-1937), Valladolid, Santarén, 1937.
- Poema de la Bestia y el Ángel, Zaragoza, Jerarquía, 1938.
- Poesía sacra, M., Escelicer, 1940.
- Por Dios, por la Patria y el Rey, M., Ediciones Españolas, 1940 (com prefácio de Carlos Sáez de Tejada).
- Las musas y las horas, M., Aguilar, 1945.
- Las flores del bien, B., Montaner y Simón, 1946.
- Obras completas, M., Escelicer, 1947 (Tomo I: Poesía)..
- Antología de poesía lírica, 1954
- Las musas y las horas, 1958
- Antología poética, 1963
- Canto a la Eucaristía, 1967
- La Pasión según Pemán. Edibesa, 1997
- Antología primera, 1998
- Antología segunda, 1998
- Poesía esencial. Granada, 2002. (Estudo preliminar e seleção de José Enrique Salcedo Mendoza).

Narrativa e histórias
- Cuentos sin importancia, 1927.
- Fierabrás, 1927.
- Romanza del fantasma y doña Juanita, 1927.
- Inquietudes de un provinciano, 1930.
- Volaterías, 1932.
- De Madrid a Oviedo, pasando por Las Azores, 1933.
- La vencedora, 1933.
- San Pedro, 1933.
- De Madrid a Oviedo pasando por las Azores, 1935
- El vuelo inmóvil, 1936.
- ¡Atención, atención!, 1937.
- Historia de tres días, 1939.
- El paraíso y la serpiente, 1942.
- Doña Sol, 1940
- Señor de su ánimo, 1943.
- Un laureado civil, 1944.
- De doce cualidades de la mujer, 1948.
- Luisa, el profesor y yo, (1950)
- El séptimo espíritu (1950)
- El fantasma y Doña Juanita, 1955
- Cuentos para grandes y chicos, 1961
- Mujeres, 1967
- El horizonte y la esperanza, 1970
- El Séneca, 1984

Ensaios
- Ensayo sobre las ideas filosófico-jurídicas de "La república" de Platón, 1921
- El hecho y la idea de la Unión Patriótica, 1929.
- La eternamente vencedora. Interpretaciones, sin tópicos, del alma andaluza, 1933
- Cartas a un escéptico en materia de formas de gobierno, 1935.
- Los poetas modernistas de América Latina (1936) (resposta à Agustín del Saz)
- Arengas y crónicas de guerra, 1937
- De la entrada en Madrid, 1939
- Crónicas de antes y después del diluvio, 1939.
- La historia de España contada con sencillez, 1939.
- Del sentido civil y su expresión en la poesía española, 1940
- Cinco conferencias, 1941
- Algunos valores fundamentales del teatro de Lope de Vega, 1942
- Discurso de la consolación de los ciegos, 1944
- Creación y métrica de la Salutación del optimista de Rubén Darío, 1945
- Elogio de la lengua castellana, 1946
- De la cuarta y definitiva salida de Don Quijote de la Mancha, 1946
- Ocho ensayos religiosos, 1948.
- Breve Historia de España, 1950
- A la luz del misterio. Un estudio sobre la Eucaristía y la Paz, 1952
- El Séneca y sus puntos de vista, 1953
- Doctrina y oratoria, 1953
- Homenaje a Ramon Llull, 1954
- Álgebra del lenguaje (resposta à Julio Rey Pastor), 1954
- El agustinismo del pensamiento contemporáneo, 1955
- Cien artículos, 1957
- Andalucía, 1958
- Los complejos del teatro español, 1959
- Lengua literaria y norma lingüística" (resposta à Salvador Fernández Ramírez), 1960
- Lo tradicional y lo moderno en Lope de Vega, 1962
- El Conde de Barcelona, 1962
- Meditación española, 1963
- La Ilustración y su impulso al trabajo en el siglo XVIII, 1963
- Juan Maragall y el sentido nacional de su obra, 1963
- La palabra poética, 1965
- La idea de justicia en las letras clásicas españolas, 1966
- Espronceda, 1966
- El campo, el campesino y la canción, 1966
- Comentarios a mil imágenes de la guerra civil española, 1967
- Lo que María guardaba en su corazón, 1968
- La juventud en el mundo actual, 1968
- De doce cualidades de la mujer, 1969
- Miedos y humildades de la doctora, 1970
- España siglo XX, 1970
- Signo y viento de la hora, 1970
- Ensayos andaluces, 1972
- Mis almuerzos con gente importante, 1972
- El español ante el diluvio, 1972
- Mensajes desde el cerro, 1973
- Mis encuentros con Franco, 1976
- Mis mejores artículos, 1997
- Mis mejores artículos, 1997
- La pasión según Pemán, 1997
- La Navidad de Pemán, 1997
- Los testigos de Jesús, 1997
- De las letras y las artes: escritores y artistas de ayer y de hoy, 1998
- El Séneca en televisión, 1998
- Apuntes autobiográficos, 1998

Teatro
- Isoldina y Polión, 1928.
- El divino impaciente, 1933.
- Cuando las Cortes de Cádiz, 1934.
- Cisneros, 1935.
- Noche de levante en calma, 1935.
- Julieta y Romeo, 1935.
- La danza de los velos, 1936.
- Almoneda, 1938.
- De ellos es el mundo, 1938.
- Ha habido un robo en el teatro, 1938.
- La danza de los velos, 1939
- La Santa virreina, 1939.
- Ella no se mete en nada, 1941.
- El testamento de la mariposa, 1941.
- Por la Virgen Capitana, 1941.
- Metternich, 1942.
- Juan sin versos, 1942.
- El testamento de la Mariposa, 1942.
- Hay siete pecados, 1943.
- Como el primer día, 1943.
- Una loba, 1943.
- Hablar por hablar, 1944.
- La hidalga limosnera, 1944.
- Si me quieres o me dejas, 1944.
- Yo no he venido a traer la paz, 1945.
- La casa, 1946
- Diario íntimo de la tía Angélica, 1946.
- Todo a medio hacer, 1946.
- Antígona, 1946.
- La casa, 1947.
- En tierra de nadie, 1947.
- Vendimia, 1947.
- La verdad, 1947.
- Lo que debe ser, 1948.
- Semana de Pasión, 1948.
- Hamlet, 1949.
- Electra, 1949.
- El viejo y las niñas, 1949.
- El gran cardenal, 1950.
- Paca Almuzara, 1950.
- Por el camino de la vida, 1950.
- La muerte de Carmen, 1949; libreto de ópera com música de Ernesto Halffter.
- La casa. Paca Almuzara, 1951
- El gran cardenal, 1951
- Entre el no y el sí, 1951.
- La luz de la víspera, 1952
- Callados como muertos, 1952.
- En las manos del hijo, 1953.
- Luz de la víspera, 1954.
- La divina pelea, 1954.
- La noche de San Martín. Un milagro en Villachica, 1955
- Vivir apenas, 1955.
- La herida luminosa, 1955.
- El viento sobre la tierra, 1957.
- Noche de Levante en calma. Julieta y Romeo, 1957
- Los tres etcéteras de don Simón, 1958.
- Juego y danza de la coqueta y D. Simón, 1960.
- La Orestiada, 1960
- La viudita naviera, 1960.
- La coqueta y Don Simón, 1961
- Hombre nuevo, 1962.
- El abogado del diablo, 1963
- Los monos gritan al amanecer, 1963.
- El río se entró en Sevilla, 1963.
- La atareada del paraíso, 1964
- Auto de la compadecida, 1965
- El comprador de horas, 1966
- Felipe II. Las soledades del rey
- Y en el centro, el amor, 1968.
- El amante complaciente, 1969
- Tres testigos, 1970.

Cinema
- De ellos es el mundo (único roteiro), (1939)
- Julieta y Romeo. José Mª Castellví (1939).
- Lola Montes. Antonio Román (1944).
- El amor brujo. Antonio Román (1944).
- El fantasma y doña Juanita. Rafael Gil (1944).
- Fuenteovejuna. Antonio Román (1947).
- La vida encadenada. Antonio Román (1948).
- La cigarra. Florián Rey (1948).
- Brindis a Manolete. Florián Rey (1948).
- Locura de amor. Juan de Orduña (1948).
- Capitán de Loyola. José Díaz Morales (1949).
- La duquesa de Benamejí. Luis Lucía (1949).
- Lola la Piconera. Luis Lucía (1951).
- Rebeldía. José Antonio Nieves Conde (1954).
- Congreso en Sevilla. Antonio Román (1955).
- La viudita naviera. Luis Marquina (1961).
- Teresa de Jesús. Juan de Orduña (1961).
- Autopsia. Juan Logar (1973). Com participação dele.
- Cádiz, señorita del mar. Guillermo de la Cueva (1974).
- Rafael en Raphael. Antonio Isasi-Isasmendi (1975). Com participação dele.